# 中越義幸

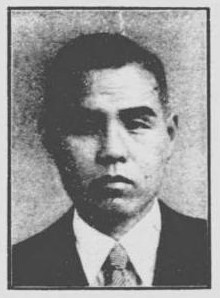
中越義幸

中越 義幸（なかごし / なかごえ よしゆき、1894年（明治27年）9月23日 - 1978年（昭和53年）3月1日）は、大正から昭和期の農業経営者、政治家。衆議院議員、高知県高岡郡檮原村長、同東津野村長。

## 経歴
高知県高岡郡西津野村越知面（檮原村を経て現檮原町）で、中越義隆、光子の二男として生まれる。1915年（大正4年）高知県立農林学校（現高知県立高知農業高等学校）を卒業。1921年（大正10年）家督を相続した。農業を営む。
檮原村農会技手に就任。その後青年学校教員となる。檮原村産業組合理事、檮原村信用組合長、高岡郡畜産組合長、高岡郡教育会長、檮原村警防団長、高知県椎茸組合長、高知県森林組合連合会常務理事、同副会長、同県大政翼賛会組織部長、同会事務局長などを務めた。
政界では、1921年5月、檮原村会議員となり1922年（大正11年）7月まで在任。高知県会議員（4期1927-1942）、同参事会員、檮原村助役、檮原村長（1932-1941）、東津野村長（1942-1945）などを務めた。1942年（昭和17年）4月の第21回衆議院議員総選挙で高知県第2区に翼賛政治体制協議会推薦で出馬して当選。のち、日本進歩党に所属し、衆議院議員に1期在任した。この間、翼賛政治会政調文部、農林兼務委員などを務めた。戦後、1947年（昭和22年）に公職追放となった。
追放解除後、檮原教育委員（1952-1955）、高知市議会議員（1967-1971）に在任。その他、高知相互銀行（現・高知銀行）檮原支店長、県教育委員、高知市戦災都市計画復興審議会委員、同都市計画保留地処分審議委員、県農業教育近代化推進委員長、高知市戦災復興審議会長、県老人クラブ連合会長などを務めた。